# Ijara (district)
Ijara is een Keniaans district in de provincie Kaskazini-Mashariki. Het district telt 62.571 inwoners.
In 2002 werd Ijara gevormd uit een deel van Garissa.
Hoofdplaats is Ijara.